# Das Schwert des Prinzen – Shadowless Sword
Das Schwert des Prinzen – Shadowless Sword (kor. 무영검, Hanja 無影劍, engl.: Shadowless Sword) ist ein südkoreanischer Martial-Arts-Film aus dem Jahr 2005 des Regisseurs Kim Young-jun. Der in China gedrehte Film handelt vom letzten Prinzen des Königreichs Balhae, der sich in einem kleinen Dorf versteckt und wegen der Invasion der Kitan in den Krieg ziehen muss.

## Handlung
Der Film beginnt mit einer Rückblende auf das Jahr 926. In diesem Jahr fällt die Hauptstadt Sanggyeong des multi-ethnischen Reiches Balhae an die Kitan („Georan“). Diese errichten Dongranguk („Dongdan“), einen Marionettenstaat, der von den Kitan geführt und von Landesverrätern gestützt wird. Die überlebenden Mitglieder des Volkes von Balhae vereinigen sich und kämpfen, um ihr Heimatland zurückzuerobern. Der Bösewicht Gun, einer der Verräter und stellvertretender Kommandeur der gefürchteten Todesklingen-Armee der Kitan, trachtet unter Mithilfe der Kriegerin Mae Yung-ok danach, alle Prinzen von Balhae zu töten, um ein eigenes Reich zu etablieren. Hierfür ist er bereit, seinen Kommandanten umzubringen und gegen die Befehle der Führer der Kitan zu verstoßen.
Der Film beschreibt, wie eine Kämpferin der Balhae, So-ha, entsandt wird, um den letzten überlebenden Prinzen der Königsfamilie von Balhae, Jung-hyun, zu retten. Er soll der neue König von Balhae werden und so den ersten Schritt zur Befreiung und so zur Gründung von New Balhae beitragen. Der Prinz lebt jedoch seit vielen Jahren ein Leben im Exil und hat alles verdrängt, was ihn an seine ruhmreiche Herkunft und Vergangenheit erinnerte. Er führt ein lasterhaftes und sorgloses Leben als Hehler, der mit gestohlenen Kunstgegenständen handelt. Als So-ha auftaucht, um ihn seiner Bestimmung zuzuführen, ist er anfangs gar nicht begeistert. Erst im Verlauf der Reise, während der ihm So-ha mehrmals das Leben rettet, erwacht in ihm das Bewusstsein über seine Vergangenheit und seine Bestimmung.

## Kritik
„Konventioneller Martial-Arts-Film, der dank zweier überaus agiler Schwertkämpferinnen unterhält. Die wenigen Ruhepausen zwischen den Kämpfen dienen weitschweifigem Palaver über die Gründung eines geeinten Korea.“